# Mojayir
Los mojayires (urdu: مہاجر muhājir) son los musulmanes procedentes de la India establecidos en Sind en el momento de la partición en 1947, que se han establecido mayoritariamente en Karachi.

## Historia reciente
La Organización de Estudiantes Mojayires de toda Pakistán, fundada en 1978, cambió su nombre al Movimiento Mohajir Qaumi (MMQ)y se convirtió en movimiento político pidiendo el fin de la discriminación. Zia ul Haq, al tomar el poder, alentó el movimiento como contraposición al movimiento sindi, con ideas separatistas que podían acrecentarse con el derrocamiento y ejecución de Ali Bhutto, quien era un sindi. El MMQ obtuvo buenos resultados en la asamblea de Sind en 1987. En octubre del mismo año, los ministros del MMQ renunciaron al gobierno del Sind y rompieron su alianza a nivel federal. El MMQ se dividió en dos facciones que se enfrentaron violentamente en 1992 (la Altaf y la menor Haqiqi). 
En las elecciones de Sind de 1993, el MMQ obtuvo 23 escaños (de 109). El gobierno lo consideró una organización terrorista por una serie de incidentes en los que se vieron involucrados líderes de la facción Altaf (entre ellos algunos secuestros y el asesinato de un miembro de la seguridad de Estado) y durante bastante tiempo hubo enfrentamientos puntuales armados y muertos (muchos militantes murieron a manos de la policía). El MMQ siguió operando como partido pero los miembros de la facción Altaf fueron perseguidos. El MQM convocó en Karachi hasta 1985 un total de 23 huelgas generales masivas. Los enfrentamientos siguieron y muchos militantes acusados de terrorismo fueron detenidos o murieron en choques o fueron asesinados por la policía. En julio de 1996 se unió a otros once partidos contra Benazir Bhutto. 
En agosto de 1997 el movimiento cambió su nombre al Movimiento Muttaheda Qaumi. En febrero de 1998, la Corte de Justicia de Pakistán absolvió a los líderes del partido de las acusaciones de secuestro y asesinato, pero se prolongaron los enfrentamientos. La facción Haqiqi continuó siendo legal durante este tiempo. Desde 1997 las detenciones arbitrarias también le afectaron y sus miembros rompieron la coalición gobernante con la Liga de Musulmanes de Pakistán en el parlamento de Sind en el verano de 1998, pero poco después la coalición se reanudó. En noviembre la provincia fue puesta bajo administración federal.

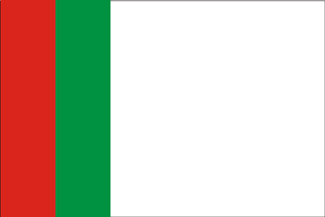
Bandera del MQM y de la comunidad mojayir.

## Bandera
La bandera del Movimiento Mohajir Qaumi , que se mantuvo al cambiar el nombre al Movimiento Muttaheda Qaumi, es la bandera del partido y de facto la bandera de la comunidad mojayir.
- Datos: Q12644212
- Multimedia: Muhajir people / Q12644212